# 달착륙 음모론
달착륙 음모론(月着陸 陰謀論, 영어: Moon landing conspiracy theories)은 미국이 NASA를 중심으로 1960년대~1970년대에 추진한 아폴로 계획(인류의 달 착륙 계획)이 음모였다거나, 날조였다는 주장이다.

## 음모설의 주요 종류
아폴로 달착륙 음모설에는 다음과 같은 종류가 있다.
날조설
인류가 달에 착륙했다는 것이 미국의 날조라는 설이다.
또 날조된것은 11호이고 나머지는 성공했다는 설도 있고 다양한 바리에이션이 존재한다.
은폐설
달에 착륙한 것은 사실이나, 일반인에게 공개된 것은 사실과 다르다는 설이다. 우주 비행사가 우주인이나 UFO를 목격했으며, 그것을 미국이 은폐하고 있다는 설이다.

## 날조설
농담의 범주에 들지 않는 날조설을 최초로 주장한 것은 윌리엄 찰스 케이싱(William Charles Kaysing, Bill Kaysing)이라는 작가가 1974년에 《We Never Went to the Moon》이라는 책을 출판한 것으로 시작되었다. 자비로 출판하는 계열의 출판사에서 발행된 이 책은, 저자의 주장에 따르면 3만부가 팔렸다고 한다.
기독교 근본주의의 일파인 평평한 지구 학회(Flat Earth Society)는 달 착륙이 날조라고 NASA를 규탄하는 최초의 조직으로, 1972년부터 2001년까지 협회 대표였던 찰스 존슨은 “아서 C. 클라크가 각본을 썼고 헐리우드 직원이 애리조나에서 촬영했다.”고 주장했다.
날조설은 허구로서 매우 흥미로운 주제이며, 이를 바탕으로 1977년에는 화성 탐사를 그렸던 SF 영화인 《카프리콘 프로젝트》(Capricorn One)가 제작되었다. 같은 해에 영국에서는 만우절 농담격으로 Alternative 3이라는 프로그램을 방영하였다. 이 프로그램에서는 우주 비행사의 이름을 일부러 틀리고 제작일자를 4월 1일로 하는 등, 주의깊게 보면 프로그램 자체가 농담이라는 것을 알 수 있게 하였다. 하지만 이 프로그램이 미국에서 방영되면서 시청자의 문의가 속출하였고, 일본의 후지TV에서 심야에 방영되면서 역시 시청자의 문의가 쇄도하였다.
달착륙 음모설은 반미주의를 전제로한 음모설과 과학기술에 대한 이해부족과 관련하여 제기되는 경우가 많다. 소에지마 다카히코라는 일본의 평론가는 2003년 자신의 블로그에서 아폴로 계획이 미국의 정보조작의 구체적인 예라고 주장하였으며, 2004년에는 그것을 《人類の月面着陸は無かったろう論》(ISBN 4-19-861874-7)이라는 제목으로 출판했다. 하지만 여기에 대해서는 블로그에 게재된 단계에서 정지위성과 로켓의 원리와 같은, 기초적인 과학적 지식에 관련된 부분에서도 많은 오류가 지적되어, 2005년에 가장 어이없는 책을 꼽는 일본 톤데모혼(말도 안 되는 책) 대상에 선정되었다. 또한, 그 연말에 학회에서는 《人類の月面着陸はあったんだ論―と学会レポート》(ISBN 4-903063-01-1)을 간행하여 《人類の月面着陸は無かったろう論》에 기술된 과학적 오류에 대해 지적했다.
우주 개발 관련 전문가가 아폴로 날조설을 비판한 적은 있지만, 날조설을 지지한다고 표명한 경우는 존재하지 않는다.

### 아폴로 계획 날조설의 역사
- 1969년 7월 20일 아폴로 11호의 달 착륙.
- 1970년 일본에서 쿠사카와 타카시가 《アポロは月へ行かなかった》이라는 SF소설을 발표.
- 1972년 아폴로 17호를 마지막으로 아폴로 계획이 종료.
- 1976년 미국의 케이싱이 《We Never Went to the Moon》을 출간. 음모론의 단서가 됨.
- 1977년 미국에서 《카프리콘 프로젝트》가 공개. 영국에서 《Alternative 3》이 방송됨. 음모설을 믿는 사람을 늘린 원인이 된 것으로 알려짐.
- 1992년 미국에서 Ralph Rene이 《NASA mooned America?》를 출간.
- 1997년 영국의 오컬트 잡지인 《Fortean Times》가 데이비드 퍼시가 원안을 쓴 날조설을 거론하나, 독자의 항의에 의해 정정기사를 발표.
- 1999년 영국의 데이비드 퍼시와 메리 베넷이 《Dark Moon : Apollo and the whistle - Blowers》를 출간.
- 2000년 데이비드 퍼시와 메리 베넷이 《What Happened on the Moon》이라는 비디오를 판매.
- 2001년 《Dark Moon : Apollo and the whistle - Blowers》가 미국에서 출간.
- 2008년 5월 일본의 카구야가 아폴로 15호의 착륙선의 로켓 분사에 의한 크레이터를 촬영. 이것으로 아폴로 우주선이 실제로 달에 착륙한 것이 확인되었다.
- 2009년 7월 NASA가 달정찰 궤도탐사선인 LRO에 의해 촬영된 아폴로 11호, 14호, 15호, 16호, 17호의 착륙지점 사진을 공개함. 달 착륙선과 그 그림자가 선명하게 찍혀있으며, 촬영 타이밍이 좋았던 아폴로 14호의 착륙지점에서는 달 표면에 놓인 과학장치와 우주 비행사의 발자국으로 추측되는 것도 포착되었다.
- 2011년 9월 NASA가 달정찰 궤도탐사선인 LRO에 의해 촬영된 아폴로 12호, 14호, 17호 세 개의 착륙지점의 이미지를 공개했다. 고도를 지난번의 50km에서 절반 미만인 21km로 내려 촬영했기 때문에, 2009년 7월에 찍은 사진보다 해상도가 높은 사진을 얻을 수 있었다.[5]
- 2012년 3월 NASA가 달정찰 궤도탐사선인 LRO에 의해 24km 고도에서 촬영된 더 선명한 아폴로 11호 착륙지점 이미지를 공개.[6]

### 날조설의 주요 근거와 그에 대한 반론
날조설을 주장하는 사람들의 대부분은 아폴로 계획에 의해 촬영된 사진에서 모순점이 발견된다는 것, 혹은 당시의 과학기술 수준을 고려할 때 달 표면에 착륙한 뒤 돌아오는 것은 불가능한 것이 아니냐는 추론을 근거로 하고있다. 반면 NASA 당국이나 과학자 및 학회, 민간 방송국 등에서 거기에 대한 반론을 제기하고 있다.
| 날조설의 근거 | 그에 대한 반론 |
| 사진, 영상에 관한 것 | 사진, 영상에 관한 것 |
| --- | --- |
| 달 표면에서 촬영된 사진인데, 하늘에 별이 찍혀있지 않은 이유는?                                                                                       | 별이 찍히지 않은 것은 사진을 찍은 시간이 달의 낮에 해당되는 시간이었으며, 그로 인해 태양빛을 받아 빛나는 달의 표면에 노출을 맞추고 있었기 때문에, 오히려 찍혀있는 것이 이상하다.(지구에서도 천체 사진을 찍을 때 별에 노출을 맞춰야 찍힌다.) |
| 달 표면은 진공인데, 사진에 찍힌 성조기가 펄럭이는 이유는?                                                                                            | 성조기가 지표에 접촉하는 순간 막대에 충격이 가해지기 때문에, 진공상태에서도 그 반동으로 깃발이 움직인다. 진공상태에서는 공기저항이 없기 때문에, 지구상에서와는 달리 깃발이 한 번 움직이기 시작하면 좀처럼 멈추지 않는다. 우주 비행사는 멋있게 보이도록 굳이 그렇게 생긴 주름을 펴지 않았기 때문에, 사진에서는 마치 우주 비행사가 만지지 않은 국기가 펄럭이고 있는 것처럼 보인다. |
| 달 착륙선의 그림자에 해당되어 어둡게 나와야할 부분이 사진에 분명하게 찍혀있는 이유는?                                                                | 태양광이 달 표면의 모래에 반사되어 어두운 부분을 밝히기 때문이다. 지구에서도 마찬가지의 이유로 그늘진 부분이 까맣게 보이지 않는다. |
| 그림자의 방향이 한 사진에서 제각각이고 길이가 다른 것 이유는? 광원이 여러개인 것이 원인이 아닌가?(촬영장에서 여러개의 조명을 켜고 찍은 것이 아닌가?) | 사진은 2차원이기 때문에, 가까운 곳과 먼 곳의 그림자가 평행하더라도 그렇게 보이지 않게된다(원근법을 생각해보라). 또한 표면의 경사에 차이가 있을 경우에 그림자의 길이에 차이가 생기게 된다. 만약 광원이 여러개라면, 여러 물체의 그림자가 제각각으로 생기는 것이 아니라, 하나의 물체에 여러개의 그림자가 생기게 된다. 하지만 그림자가 여러개인 사진은 존재하지 않는다. |
| 달 표면에 착륙선이 내려갈 때 분사의 반동으로 큰 분화구가 생길텐데, 그것이 찍히지 않은 이유는?                                                        | 달 표면의 토양은 단단하고, 착륙선은 스로틀을 사용하여 천천히 착지하기 때문에 커다란 크레이터가 생길 정도의 충격을 가하지 않는다. |
| 중력이 약한 달 표면에서 점프하면 하늘 높이 날아갈텐데, 왜 그러지 않는가?                                                                             | 우주인의 무게는 약 160kg이며, 달에서의 무게는 약 24kg(우주인무게:약 80kg,우주복무게:약 80kg,80+80=160,달의중력=>지구의 1/6, 160÷6=24kg) 정도이기 때문에 날려갈 정도로 가볍지 않다. 또한 구조상 관절 등을 구부리기 어렵게 되어있어, 높이 점프하는 것은 불가능하다. |
| 우주 비행사의 허리에 비행사를 매단 와이어 같은 것이 보인다.                                                                                          | 와이어처럼 보이기도 하겠지만, 필름의 상처 또는 안테나처럼 보이기도 한다. 그리고 만약 그것이 와이어라고 하더라도, 무게중심에서 벗어나있어 우주 비행사를 매달고 있기에는 부적절하다. |
| 아폴로 11호의 달 착륙 당일에 촬영된 사진과 다음날 4km 떨어진 장소에서 촬영된 사진의 배경이 완전히 동일하다.(같은 세트에서 찍은 것이 아닌가?)         | 달에서는 산과 바위가 멀리 있어 원근감을 느끼기 어렵기 때문에, 웬만큼 이동해서는 배경이 변하지 않는다. 또한 처음의 사진과 다음날의 사진이라는 것이 정말로 다른 날에 촬영된 것이라는 명확한 근거도 제시되지 않았다. |
| 달에서의 우주 비행사의 움직임을 가속해서 보면 지구에서의 움직임과 전혀 다르지 않다.                                                                  | 달의 중력은 지구의 1/6이고 낙하시간은 지구의 2.44배이므로, 지구에서의 움직임을 느리게 한 것과 비슷해 보이는 것은 당연하다. 또한 중력의 차이로 인해 계단을 밟는 등의 동작이 지구에서와는 다르다. |
| 아폴로 계획에 사용된 카메라는 피사체의 크기를 재기 위해 십자가 새겨져있는데, 그 중 일부가 누락된 사진이 있다.(사진을 수정한 흔적이 아닌가?)          | 십자가 사라지는 경우는 사진의 피사체가 흰색이고, 검은 십자가 강한 백색 노출에 지워져버린 경우다. |
| 달 표면의 바위에 C라는 문자 같은 것이 있는 사진이 있다.(소품 배치 과정에서 실수한 흔적이 아닌가?)                                                    | C라는 문자 비슷한 것이 찍힌 사진은 린든 존슨 우주 센터(Lyndon B. Johnson Space Center)의 이미지 라이브러리에 저장되어있는 사진인데, NASA에 저장되어있는 원본 사진에서는 보이지 않는다. 또한 바위에 있는 문자 비슷한 것은 초점도 다르다. 인화 시 섞인 먼지 등일 가능성이 높다. |
| 전경과 원경 사이에 경계선이 찍힌 사진이 있다. 산맥을 배경으로 한 세트를 이용해 촬영한 흔적이 아닌가?                                                 | 그건 지평선이다. 달에는 공기가 없기 때문에 거리감을 잃기 쉽고, 달이 지구보다 작기 때문에 지평선 역시 더 가까이 있어, 지구의 풍경에 익숙한 사람은 부자연스럽게 느낄 수도 있다. |
| 달에서 찍은 사진은 장갑을 낀 상태에서 파인더가 없는 카메라로 찍은 것 치고 너무 완벽하다.                                                             | 우주 비행사는 아폴로 계획의 선전을 위해 달 표면의 사진을 찍기 위한 연습을 거듭하였으며, 카메라에 대해서도 잘 알고 있었다. 또한 완벽하게 찍힌 사진을 공개할 뿐이지 공개되지 않은 사진에서는 실패한 사진도 많다. NASA의 기록보관소에는 실패한 사진도 공개되어있다. |
| 과학기술에 관한 것 | |
| 달에 다녀오기 위해서는 밴 앨런대라는 방사선대를 통과해야하는데, 1960년대 기술로 방사선을 막을 수 있었는가?                                           | 밴 앨런대는 알파선(헬륨 원자핵)과 베타선(전자)으로 이루어져있다. 알파선은 종이 한 장으로, 베타선은 얇은 알루미늄 막으로도 막을 수 있다. 한 때 밴 앨런대의 방사선이 우주 비행사에게 위협적이지 않을까 하고 여겨진 시기도 있었지만, 통과시간이 짧은데다 우주선과 우주복으로 차단되므로 문제가 없다. |
| 달 표면의 온도는 낮동안 130~150°C까지 높아지는데, 그것을 우주 비행사와 카메라가 견딜 수 있는가?                                                      | 달 표면 온도는 160°C까지 올라가지만, 달 표면은 진공이기 때문에 열전도가 일어나지 않으므로, 카메라로의 열전도 역시 일어나지 않아 문제가 없다. 또한 우주복은 위협적인 외부환경에 대비하여 수십층의 다양한 재질로 이루어져있다. 그리고 우주 비행사가 달에 머무른 것은 온도가 심하게 높지 않은 시간대였다. |
| 아폴로 계획 중 달 착륙과 관련해서만 성공률이 비정상적으로 높고, 지구 주변과 이후의 화성에 대한 계획은 연달아 실패한 것은 무엇 때문인가?              | 아폴로 11호 이전의 8호와 10호가 유인비행과 예행연습을 했었다(9호는 지구 위성 궤도에서 달 착륙선의 시험이었다). 아폴로 계획의 전신인 제미니 계획을 시행하면서 많은 실험을 하였으며, 그 중에서 여러 시행착오가 잇달았었다. |
| 아폴로 계획 이후 미국이 유인 우주선을 발사하지 않는 이유는?                                                                                          | 당시는 냉전시기였기 때문에 소련에 대항하기 위해 무모해보이는 행위를 정당하거나 막대한 예산을 사용할 수 있었다. 아폴로 계획에 사용된 예산은 약 254억 달러(현재 가치로 1350억 달러-한화 150조)다. 이 계획이 도중에 중단된 이유도 예산 문제가 컸다. 2004년에는 조지 W. 부시 대통령이 2010년대에 다시 달에 유인 우주선을 보내는 컨스텔레이션 계획을 세웠지만, 후임인 버락 오바마 대통령대에 이르러 연구의 축을 장기적인 기술개발로 옮기기 위해서 중지되었다. |
| 지구에서 달 표면에 남겨진 착륙의 흔적이 보여야할텐데, 그것이 보고되지 않는 이유는?                                                                   | 지구에서 38만km 떨어진 달을 망원경으로 관측해도, 망원경의 분해능에 한계가 있기 때문에 아폴로의 흔적은 찍히지 않는다. 또한 2000년대까지 발사된 달 탐사선에 탑재된 카메라는 예산과 적재가능 중량의 한계로 성능이 낮은 것이 많아 아폴로 우주선의 흔적을 찍을만한 능력이 없었다. 2008년 5월 해상도 8m짜리 지형 카메라를 탑재한 일본의 카구야는 흐릿하기는 하지만 아폴로 15호의 분사흔적이 찍힌 영상을 송신했다. 2009년 7월에는 NASA의 LRO가 착륙선과 우주 비행사의 발자국이 선명하게 찍힌 아폴로 11호, 15호, 16호, 17호의 착륙지점 촬영 사진을 공개했다.                    |
| 당시 착륙선과 사령선의 성능은 자동차와 1980년대 가정용 게임기보다 떨어졌는데 그것으로 달까지 갈 수 있었는가?                                         | 당시 궤도는 사전에 지상의 컴퓨터로 계산하였고, 아폴로의 컴퓨터는 주로 데이터를 받아 궤도를 보정하기만 하였으므로 고급 기능은 필요하지 않았다. 또한 현재의 컴퓨터처럼 다양한 데이터 처리가 아니라, 궤도 보정을 위한 수치 처리를 전문으로 하기 때문에, 성능이 낮아도 문제가 되지 않는다. 안정성 문제 때문에 지금도 구형 컴퓨터가 탑재되는 것이 보통이다. 또한 컴퓨터가 고장나는 비상시에 대비해 우주선에는 계산자도 실려있었으며, 이는 아폴로 13호의 귀환때 실제로 사용되었다.                                                                                            |
| 달 표면에 설치되었다는 레이저 반사경을 이용한 실험은 미국에서 행해진 것 외에는 성공하지 못했으며, 현재는 시행되지 않는 이유는?                       | 레이저 반사경을 이용한 실험을 미국 이외에 성공하지 못했다는 것은 거짓이다. 고출력의 레이저가 필요하기 때문에 쉽게 할 수 있는 실험은 아니지만, 미국의 맥도날드 천문대와 프랑스의 그라스 천문대 등에서 달과 지구의 거리를 측정하고있다. 지구에서 달까지의 거리는 일정하지 않기 때문에 측정은 지속적으로 이루어지고 있다. 달이 서서히 지구에서 멀어지는 것을 실제로 확인할 수 있었던 것도 레이저를 이용한 장기간 관측으로 인한 것이었다. 2000년대에는 측정기기의 진보로 밀리미터 단위의 정밀도로 관측이 가능해졌으며, 중력상수의 정밀측정 등의 다양한 연구에 응용되고있다. |
| 기타 | |
| 미국 아폴로 계획의 중요한 데이터를 기록한 테이프 원본 700상자분이 없어진 것은 무언가를 은폐하기 위한 공작이 아닌가?                                  | 행방불명이 된 테이프는 이후 호주의 대학에서 발견되었다. 은폐공작이 아니라 관리허술이었다. |

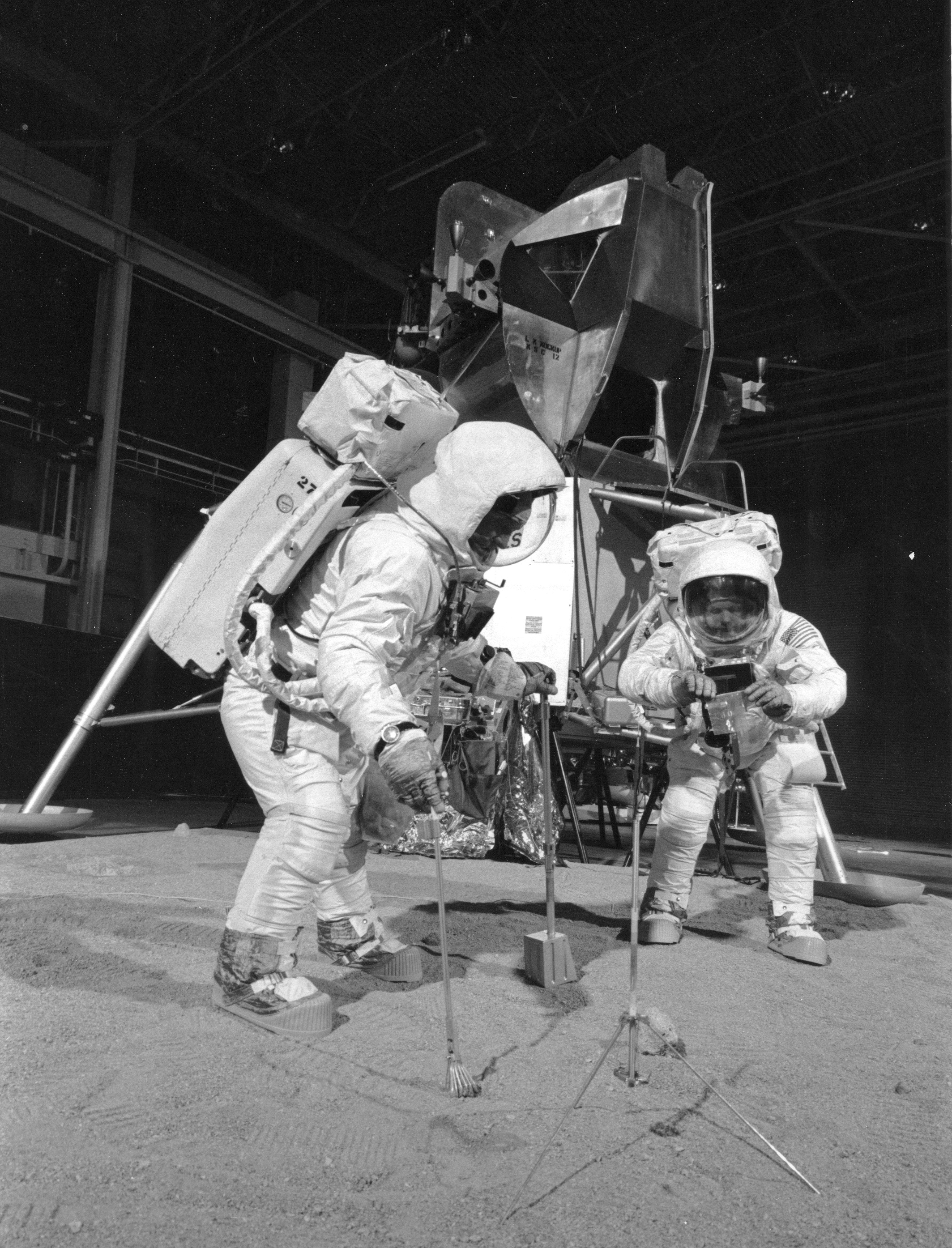
지상 모의 시설에서 달 표면 활동의 훈련을 실시한 아폴로 11호의 우주 비행사들. 날조설은 실제 사진도 마찬가지로 지구에서 촬영된 것이라 주장하고 있다.
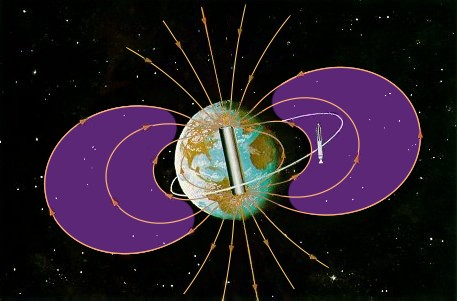
지구 주위의 밴 앨런대
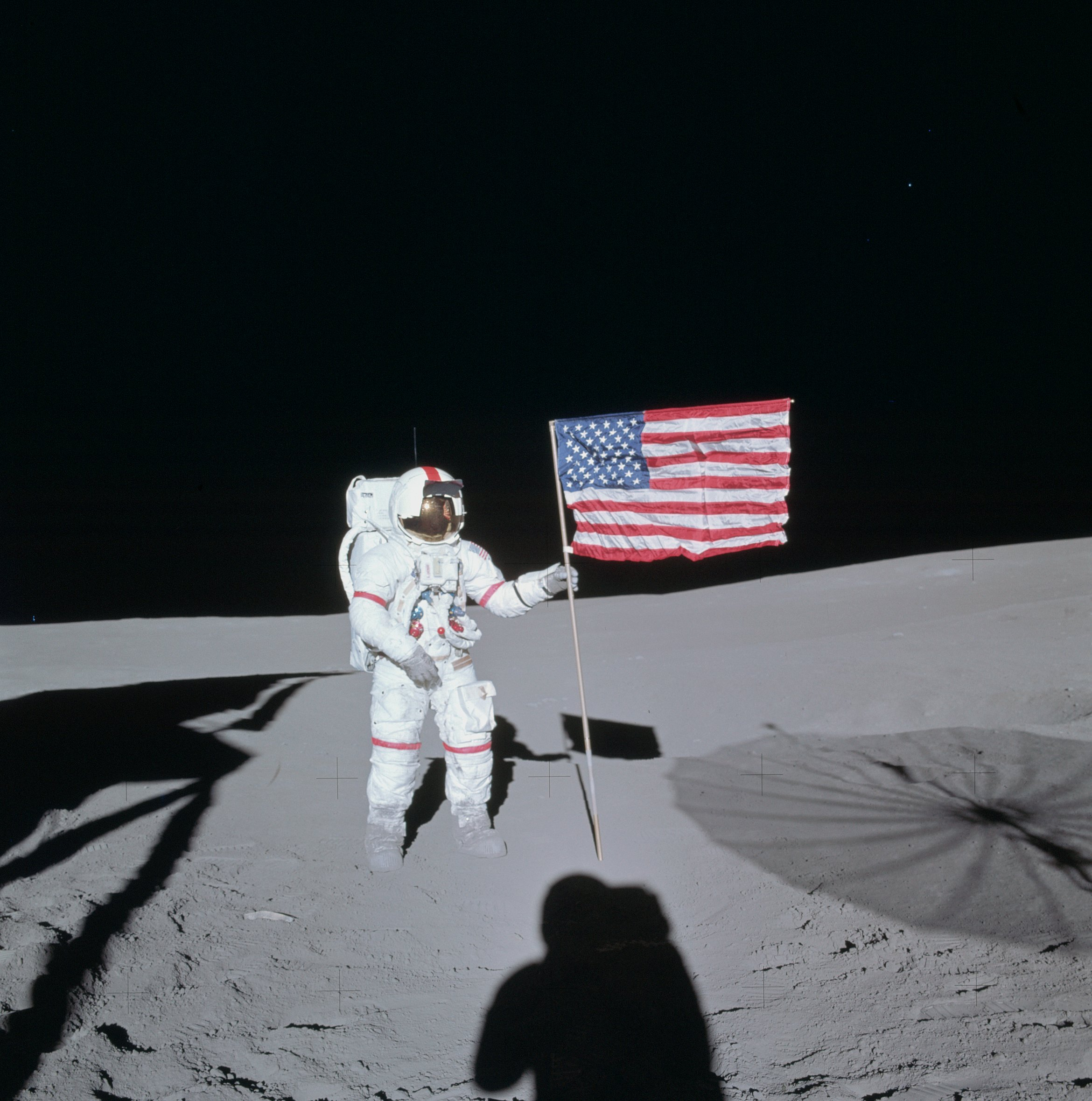
아폴로 14호에서 우주 비행사가 달 표면에 찍은 성조기. 이 사진의 배경에 별은 찍히지 않았다.

### 날조설 자체에 대한 지적
날조설 자체에 대해서는 다음과 같은 지적도 있다

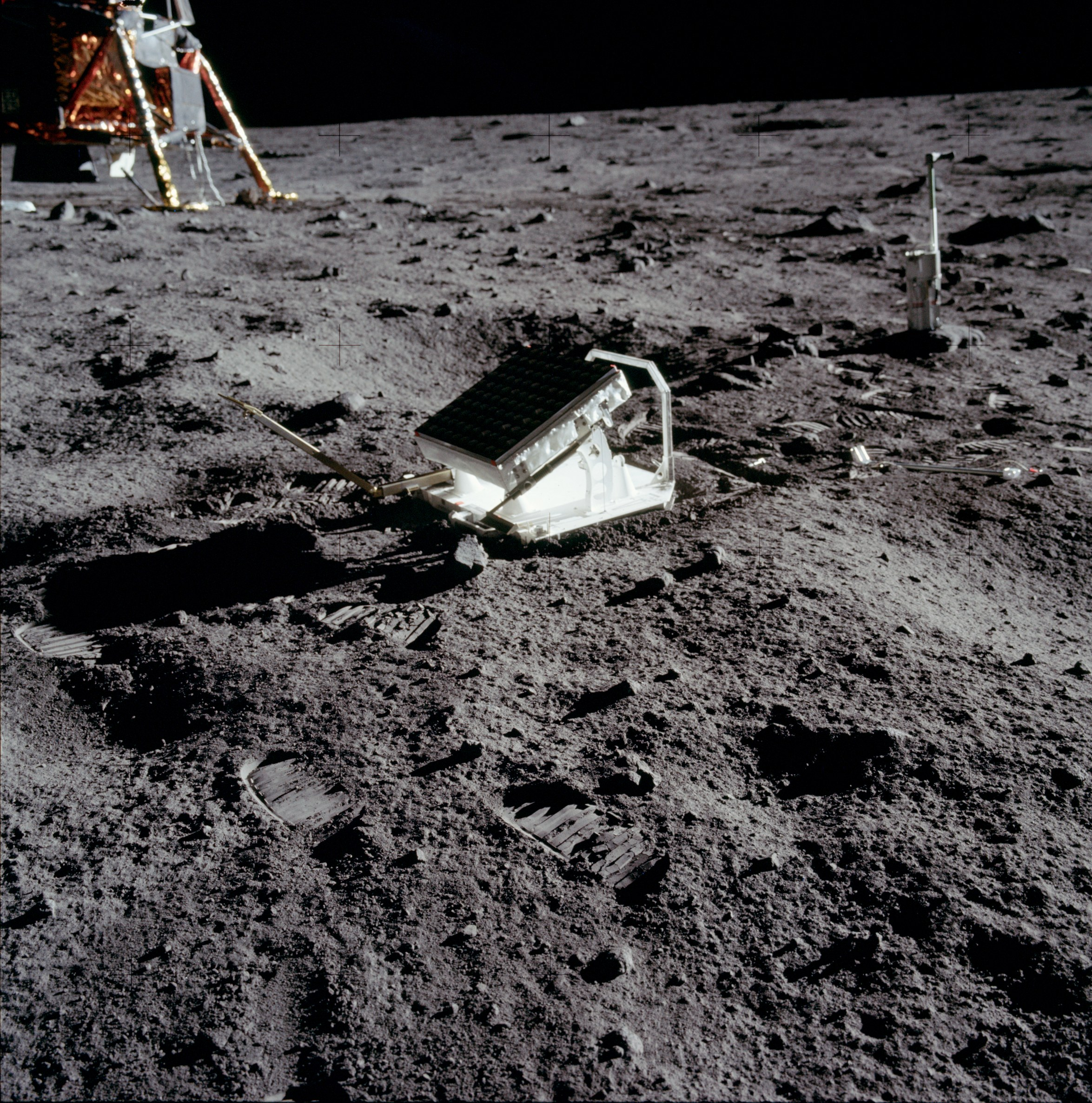
아폴로 11호가 달표면에 설치한 반사거울

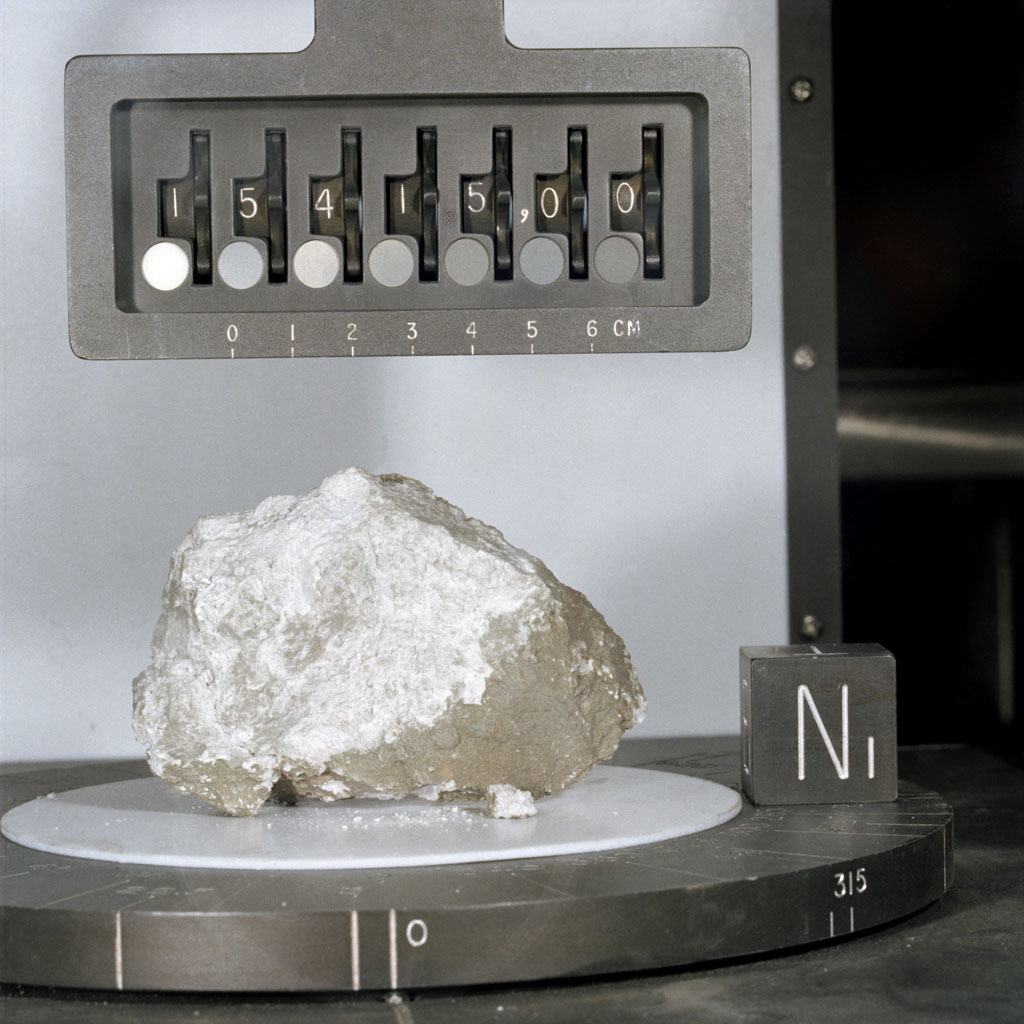
아폴로 15호가 가져온 월석 창세기의 바위

- 아폴로 15호 이후에 사용된 월면차가 주행하는 영상에서 날아오른 모래가 포물선을 그리며 낙하하고 있다. 공기가 없기 때문에 발생하는 현상으로, CG가 없던 당시 이것을 촬영하려면 세트장의 공기를 뺄 필요가 있으나, 당시 그런 기술이 존재했다는 기록은 없다. 그 외에도 지구보다 직경이 작은 달 표면의 독특한 현상이 보이는데, 대표적인 예가 세트의 배경 이음새로 착각되곤 하는 지구보다 가까이 있는 지평선이다.[13]

- 아폴로 11호의 영상을 처음 받은 것은 미국에게 의뢰를 받은 호주의 파크스 천문대다.[14] 이 곳도 음모론에 가담하고 있는 것인가? 어째서 제3자가 미국의 음모에 가담해야 하는가

- 아폴로의 임무는 국제적인 주목을 받고 있었으며, 미국 이외에도 미국의 동맹국과 경쟁국 소련, 전 세계의 아마추어 무선과 천문대 등이 실시간으로 우주선을 관측하고 라디오를 수신했었다. 예를 들어, 영국의 조드럴 뱅크 천문대는 아폴로 11호의 달 착륙선 이글이 달체 강하 착륙할 때까지 신호를 포착했다. 이 천문대는 그밖에 소련의 탐사기록도 여러차례 방수하고 있었다. 이들 모두를 속일 수 있을까?

- 우주 비행사가 달 표면에 두고온 지진계에서 달지진이 1977년까지 관측되었고, 레이저 반사경을 이용한 지구와의 거리측정을 세계 각국에서 하고 있다. 이러한 데이터 역시 날조인가?

- 음모를 꾸미려면 NASA와 정부 관계자를 비롯하여 수십만의 관계자를 필요로 한다. 임시직까지 포함하면 아폴로 계획과 관련하여 30~40만명이 NASA에 고용되어 있었다. 호주 등의 주변국가와도 연관되어있었다. 그 모든 사람을 입막음하고 현재까지 그것이 충실하게 지켜지도록 하는 것이 가능한 일인가?

- 일반인도 이상하다고 여길 정도의 영상이나 주장이 있는데 어째서 전 세계의 수많은 사진과 우주공학, 방사선 등의 전문가들은 수십년간 아무것도 지적하지 않았을까?

- 만약 달 표면에서의 촬영이 조작이었다면, 어째서 NASA의 관계자들은 일반인도 알아차리기 쉬울 정도로 허술한 사진을 그대로 공개한 것일까? 그들은 자신들이 찍은 것을 확인하지도 않았다는 것인가?

- 우주 비행사의 달 표면에서의 활동이 조작이었다면, 증거 날조와 사실 은폐에 드는 비용이 엄청나게 늘어난다. 현재까지 증거인멸을 위한 공작을 수행해야만 하는데, 거기에 들어가는 비용은 아폴로 계획의 예산을 초과하게 될 것이다.

- 아폴로 계획으로 가지고 돌아온 월석의 양은 소련이 무인탐사선으로 채취한 것의 약 1천배에 달한다. 또한 월석이 조작이었다면 왜 세계 각국에 월석을 전달했던 것인가? 월석의 성분은 지구의 것과 분명히 다르다고 분석되고 있으며, 소련이 채취한 월석과 비교하면 즉시 조작이라는 것을 알아낼 수 있다.

- 아폴로 계획이 날조였다면, 발각위험이 높은데도 어째서 아폴로 17호까지 이르는 6차례의 달 착륙을 수행하여 발각 위험을 높이고, 아폴로 13호의 사고까지 일으킬 필요가 있었는가? 특히 아폴로 12호 이후에는 관심이 줄어들고 아폴로 계획을 중지하자는 의견이 많이 나오고 있어, 당시 20호까지 계획되었던 것을 17호를 마지막으로 할 필요 없이 보다 쉽게 중단할 수 있었다. 18호에서 20호에 사용될 새턴 V 로켓 및 사령선은 이미 만들어져 이후 스카이랩 계획 등에도 사용되었다.

- 아폴로 계획은 달 착륙선의 소형화를 위해, 착륙선 아래쪽을 달 표면에 남겨두었다. 또한 탐사장비만이 아니라 월면차와 우주 비행사가 남기고 온 기념품을 두고온 것도 공개적으로 발표되었다. 만약 그것들이 날조되었다면, 나중에 달 탐사가 다시 진행되었을 때 이러한 것들이 존재하지 않는다는 것이 확실하게 밝혀진다. 정말 날조라면 일부러 달에 물건을 남겨둘 필요가 있는가? 실제로 LRO는 이러한 잔존물 촬영에 성공하고 있다.

## 은폐설
은폐설은 달에는 대기가 있고 달의 뒷면에 도시가 존재한다는 등의, 외계인과 접촉했다고 주장하는 사람들의 말을 신봉하는 사람들에 의해 제기되었다. 그들이 신봉하는 내용이 미국과 소련이 1950년대 이후에 수행한 달 탐사의 결과와 어긋나기 때문에, 두 나라가 거짓말을 하고 있으며 실제는 두 나라에서 발표한 것과 다르다고 주장하고 있다.
은폐설의 근거로 당시 우주 비행사의 인터뷰를 제시하기도 한다. 그러나 실제로는 발언 내용을 곡해하여 억지로 그렇게 해석할 수 있도록 하는 것이 많고, 일부는 증언 자체를 조작하기도 하였다.
개중에는 소련도 이미 달에 사람을 보냈었다든지, 달의 내부가 비어있다든지, 화성에 이미 인류가 진출해있다는 등의 주장을 하는 사람도 있다.
일부는 당시 아폴로 달 착륙 할 때에 UFO가 사방을 둘러싸면서 가만히 있다가 빠른 속도로 움직였다고 주장하는 사진들을 제시하기도 한다.
그래서 혼란스럽게 하기 위해 일부러 아폴로 달 착륙이 거짓이라고 말하는 주장도 제기되고 있다고 한다.

## 참고 문헌
- Aaronovitch, David (2010) [Originally published 2009 in Great Britain by Jonathan Cape]. 《Voodoo Histories: The Role of the Conspiracy Theory in Shaping Modern History》 1 American판. New York: Riverhead Books. ISBN 978-1-594-48895-5.
- Bennett, Mary; Percy, David S. (2001) [First published 1999 in Great Britain by Aulis Publishers]. 《Dark Moon: Apollo and the Whistle-Blowers》. Kempton, IL: Adventures Unlimited Press. ISBN 978-0-932-81390-9.
- Brian, William L. (1982). 《Moongate: Suppressed Findings of the U.S. Space Program, The NASA-Military Cover-Up》 1판. Portland, OR: Future Science Research Publishing Co. ISBN 978-0-941-29200-9.
- Chaikin, Andrew (2007) [First published 1994]. 《A Man on the Moon: The Voyages of the Apollo Astronauts》. Foreword by Tom Hanks and a new afterword by the author Reissue판. New York: Penguin Books. ISBN 978-0-14-311235-8.
- Dick, Steven J.; Launius, Roger D., 편집. (2007). 《Societal Impact of Spaceflight》 (PDF). Washington, D.C.: NASA. ISBN 978-0-160-80190-7. NASA SP-2007-4801. 2013년 5월 15일에 원본 문서 (PDF)에서 보존된 문서. 2013년 6월 23일에 확인함. Part 2 available here (PDF).
- Hansen, James R. (2005). 《First Man: The Life of Neil A. Armstrong》. New York: Simon & Schuster. ISBN 978-0-743-25631-5.
- Harrison, Guy P. (2012). 《50 popular beliefs that people think are true》. Foreword by Phil Plait. Amherst, NY: Prometheus Books. ISBN 978-1-616-14495-1.
- Heiken, Grant H.; Vaniman, David T.; French, Bevan M. (1991). 《Lunar Sourcebook: A User's Guide to the Moon》 (PDF). Cambridge, England; New York: Cambridge University Press. ISBN 0-521-33444-6. 2013년 5월 24일에 확인함.
- Kaysing, Bill (2002) [First published 1976]. 《We Never Went to the Moon: America's Thirty Billion Dollar Swindle》. Randy Reid credited as co-author in 1976 editions. Pomeroy, WA: Health Research Books. OCLC 52390067.
- Kranz, Gene (2000). 《Failure is not an Option: Mission Control from Mercury to Apollo 13 and Beyond》. New York: Simon & Schuster. ISBN 0-7432-0079-9.
- Lheureux, Philippe (2000). 《Lumières sur la Lune》 [Lights on the Moon] (프랑스어). Chatou: Éditions Carnot. ISBN 978-2-912-36249-0.
- Longuski, Jim (2006). 《The Seven Secrets of How to Think Like a Rocket Scientist》. New York: Springer Publishing. ISBN 978-0-387-30876-0.
- McAdams, John C. (2011). 《JFK Assassination Logic: How to Think about Claims of Conspiracy》. Washington, D.C.: Potomac Books. ISBN 978-1-597-97489-9.
- Mindell, David A. (2008). 《Digital Apollo: Human and Machine in Spaceflight》. Cambridge, MA: MIT Press. ISBN 978-0-262-13497-2.
- Мухин, Юрий Игнатьевич (2005).  Антиаполлон: Лунная афера США [Anti-Apollo: Lunar Scam of the USA] (러시아어). Moscow: Eksmo. ISBN 978-5-699-08657-3.
- Oberg, James E. (1982). 《UFOs & Outer Space Mysteries: A Sympathetic Skeptic's Report》. Norfolk, VA: The Donning Company. ISBN 978-0-898-65102-7.
- Plait, Philip C. (2002). 《Bad Astronomy: Misconceptions and Misuses Revealed, from Astrology to the Moon Landing "Hoax"》. New York: John Wiley & Sons. ISBN 0-471-40976-6.
- Попов, Александр Иванович (2009).  Американцы на Луне: великий прорыв или космическая афера? [Americans on the Moon: The Great Breakthrough or Space Scam?] (러시아어). Moscow: Veche. ISBN 978-5-9533-3315-3.
- Ramsay, Robin (2006). 《Conspiracy Theories》. Harpenden: Pocket Essentials. ISBN 1-904048-65-X.
- René, Ralph (1994).  Lucas, Stu, 편집. 《NASA Mooned America!》. Drawings by Chris Wolfer. Passaic, NJ: René. OCLC 36317224.
- Scheaffer, Robert (2011). 《Psychic Vibrations: Skeptical Giggles from The Skeptical Inquirer》. Illustrations by Rob Pudim. Charleston, SC: CreateSpace. ISBN 978-1-463-60157-7. Reprinted from the Skeptical Inquirer, Fall 1977.
- Scott, David; Leonov, Alexei; Toomey, Christine (2004). 《Two Sides of the Moon: Our Story of the Cold War Space Race》. Foreword by Neil Armstrong; introduction by Tom Hanks 1 U.S.판. New York: Thomas Dunne Books. ISBN 0-312-30865-5.
- Shepard, Alan B.; Slayton, Donald K. (1994). 《Moon Shot: The Inside Story of America's Race to the Moon》. With Jay Barbree and Howard Benedict; introduction by Neil Armstrong. Atlanta: Turner Publishing. ISBN 978-1-878-68554-4.
- 副島, 隆彦 (2004).  人類の月面着陸は無かったろう論 [Apollo 11 Has Never Been to the Moon] (일본어). Tokyo: Tokuma Shoten. ISBN 978-4-198-61874-2.
- Wisnewski, Gerhard (2007) [Originally published 2005 in German under the title Lügen im Weltraum, Von der Mondlandung zur Weltherrschaft, Knaur Taschenbuch Verlag, Munich]. 《One Small Step?: The Great Moon Hoax and the Race to Dominate Earth from Space》. English translation by Johanna Collis. Forrest Row: Clairview Books. ISBN 978-1-905-57012-6.
- Woods, W. David (2008). 《How Apollo Flew to the Moon》. New York: Springer-Verlag. ISBN 978-0-387-71675-6.

## 추가 자료
- Loxton, Daniel (2010). “Top Ten Busted Myths”. 《Skeptic》 15 (4): 74.
- Morrison, David (2009년 11월). “Moon Hoax Resolved: New Lunar Orbiter Images Show Moon Landers, Astronaut's Tracks”. 《Skeptical Inquirer》 33 (6): 5–6.
- Steven-Boniecki, Dwight (2010). 《Live TV from the Moon》. Burlington, Ontario: Apogee Books. ISBN 978-1-926-59216-9.
- Talcott, Richard (2010년 11월). “Astronomy mythbusters”. 《Astronomy》 38 (11): 56–57. Author examines ten common astronomy myths. See: Myth #10: NASA faked the Moon landings.